# 卓晴君
卓晴君（1934年11月—），浙江奉化人，中国基础教育学学者，曾任中央教育科学研究所所长。

## 生平
1951年考取复旦大学教育系，由于院系调整并入华东师范大学。1955年毕业后留校工作。1960年调入中共中央宣传部教育处工作。文化大革命开始后在中共中央宣传部五七干校劳动。1973年1月进入国务院科教组（原教育部）从事中小学教育工作，曾任国家教育委员会中学司副司长。1989年3月至1990年8月，任副总督学。1990年8月至1995年10月，担任中央教育科学研究所所长。1998年9月退休。2000年5月至2006年4月，担任中国教育学会副会长。

## 出版物
- 《教育与人的发展》（1997年）
- 《中学教育改革》
- 《德育理论与实践》